# Alessandro Vitali
Alessandro Vitali, né en 1580 à Urbino et mort en 1640, est un peintre italien de la fin de la Renaissance et du Baroque.

## Biographie
Il est un élève de Federico Barocci, dont il fait des copies des œuvres.
Il meurt le 4 juillet 1640 et est inhumé à l'église du couvent des Carmes déchaux (it) à Urbino.